# Пономаренко Андрій Іванович
Андрій Іванович Пономаренко (8 червня 1982, Здорівка, Київська область) — український театральний та кіноактор.

## Життєпис
Народився 8 червня 1982 року с. Здорівка Київської області, Україна.
Закінчив Київський національний університет театру, кіно і телебачення ім. Карпенка-Карого в 2005 році.
З 2004 року актор Національного академічного драматичного театру імені Лесі Українки..
Знімався у серіалі «Коли ми дома». Знявся у 28 фільмах та серіалах.

## Фільмографія
- Просто Надія (2024), серіал

- Ромео і Джульєтта з Черкас (2021), серіал
- Доньки-Матері (2019), серіал
- За межу (2018), фільм
- Перший парубок на селі (2017), серіал
- Коли ми вдома (2014-2018), серіал

- Врятувати Віру (2021), серіал[5]
- Гра в долю (2020), серіал
- Рідня (2020), серіал
- Вижити за будь-яку ціну (2019), серіал
- Папаньки (2018), серіал
- Будиночок на щастя (2018), серіал
- Розтин покаже (2018), серіал
- Ноти кохання (2017), серіал
- Що робить твоя дружина? (2017), серіал
- Червоний (2017), фільм
- За законами воєнного часу (2015), серіал
- Гречанка (2014), серіал
- Смерть шпигунам. Прихований ворог (2012), серіал
- Байки Мітяя (2011), серіал
- Учора закінчилась війна (2010), серіал

## Почесне звання
- Заслужений артист України (2016)